# Десагуадеро (річка в Аргентині)
Десагуаде́ро (ісп. Río Desaguadero) — річка в центральній та західній Аргентині довжиною близько 1500 км, притока Колорадо, що також отримує інші назви на своєму шляху.
Витоки річки розташовані на схилах гори Серро-Бонете на північному заході провінції Ла-Ріоха на висоті 5500 м (27°47′18″ пд. ш. 68°36′17″ зх. д. / 27.78833° пд. ш. 68.60472° зх. д.). У Ла-Ріосі річка зливається з притоками Ріо-де-Оро, Ріо-Бонете і Хагуе та має назву Вінчина, або Бермехо. На сході провінції Сан-Хуан Девагвадеро отримує води річок Хачаль і Сан-Хуан. На кордоні провінцій Мендоса, Сан-Луїс і Сан-Хуан річка утворює так звані болота Гванакаче, після чого отримує назву Десагвадеро. Десагвадеро є природною межею між провінціями Мендоса і Сан-Луїс. У провінції Ла-Пампа річка зливається зі своєю притокою Атуель. Далі Десагвадеро утворює лагуни Урре-Лаукен і Ла-Салада, після чого отримує ім'я Чаділеуву, або Чаділео. Далі річка отримує назву Курако і впадає до Колорадо (38°50′07″ пд. ш. 64°58′47″ зх. д. / 38.83528° пд. ш. 64.97972° зх. д.). 